# L'Insurrection de Varsovie (film)
Pour l’article homonyme, voir Insurrection de Varsovie.
Pour plus de détails, voir Fiche technique et Distribution.
L'Insurrection de Varsovie (Powstanie Warszawskie), également intitulé Insurrection, est un film documentaire polonais réalisé par Jan Komasa, sorti en 2014. Il est en partie produit par le Musée de l'Insurrection de Varsovie.

## Synopsis
Pendant la Seconde Guerre mondiale, Witek et son frère ainé Karol, sont reporters à Varsovie. En août 1944, lorsque les Varsoviens s'ingurgent, un choix doit s'imposer, prendre les armes, ou la caméra : ils témoigneront des combats pour le Bureau d’Information et de Propagande de l’Armée de l’Intérieur.

## Fiche technique
Sauf indication contraire, les informations mentionnées dans cette section peuvent être confirmées par les bases de données cinématographiques IMDb et Allociné,  présentes dans la section « Liens externes ».
- Titre original : Powstanie Warszawskie
- Titre français : L'Insurrection de Varsovie[1] ou Insurrection
- Réalisation : Jan Komasa
- Scénario : Jan Ołdakowski, Piotr Śliwowski, Joanna Pawluśkiewicz et Jan Komasa
- Musique : Bartosz Chajdecki
- Montage : Milenia Fiedler et Joanna Brühl
- Son : Bartosz Putkiewicz
- Sociétés de production : Musée de l'Insurrection de Varsovie House Media Company, Opus Film
- Société de distribution : Next Film
- Pays d'origine :  Pologne
- Langue originale : polonais
- Genre : documentaire, drame, film de guerre
- Format :
- Durée : 85 minutes
- Dates de sortie : 
  - Pologne : 9 mai 2014
  - France : 21 octobre 2015 (en DVD) ; 22 novembre 2015	(Festival du film polonais de Paris)

## Production

### Genèse du film
Sur une idée originale de Jan Ołdakowski, directeur du Musée de l'Insurrection de Varsovie, d’authentiques chroniques d’actualités muettes et en noir et blanc, ont été choisies, et travaillées tant en colorisation qu'en sonorisation. Jan Komasa propose alors l'esquisse d'un scénario qui aboutira jusqu'au montage du film.

### Tournage
Les scènes ont été filmées pour l'Armia Krajowa par les cadreurs de l'époque : Antoni Bohdziewicz, Jerzy Zarzycki, Andrzej Ancuta, Stefan Bagiński, Roman Banach, Jerzy Gabryelski, Seweryn Kruszyński, Ryszard Szope, Edward Szope, Henryk Vlassak, Antoni Wawrzyniak, Wacław Feliks Kaźmierczak, Stanisław Bala, Kazimierz Pyszkowski.
Les films primaires[pas clair] en noir et blanc ont été colorisés.

### Bande-son
- Bartosz Putkiewicz, responsable des dialogues et des effets sonores a fait appel différentes techniques afin que le réalisme soit perçu tant au niveau textuel (Lecture labiale), que dans les reproductions de son perdu.
- Parmi ceux qui ont donné leur voix : Michał Żurawski, Maciej Nawrocki, Mirosław Zbrojewicz, Agnieszka Kunikowska, Ewa Kania-Grochowska, Jacek Czyż...

## Distinctions
- Le film est proposé à la 86e cérémonie des Oscars, dans la catégorie « film documentaire »